# رينزينستوك
رينزينستوك (بالإنجليزية: Rienzenstock)‏ هو أحد جبال سلسلة جبال الألب غلاروس ويقع في كانتون أوري في سويسرا. يحتل المرتبة رقم 223 في قائمة جبال سويسرا من حيث الارتفاع، إذ يبلغ ارتفاعه حوالي 2962 متر، بينما يبلغ ارتفاع نتوء الجبل 479 متر.